# Silnice II/144
Silnice II/144 je komunikací II. třídy v Jihočeském kraji, v okresech Strakonice a Prachatice.
Propojuje mezi sebou silnici I/4 ve Volyni se silnicí II/145 v Husinci.
Její celková délka je zhruba 16,6 km. Přímo na této silnici je čerpací stanice ve Vlachově Březí.

## Popis trasy
| km   | Místo          | Popis                                                                  |
| ---- | -------------- | ---------------------------------------------------------------------- |
| 0    | Volyně         | II/144 zde začíná na náměstí Svobody výjezdem ze silnice I/4           |
| 1,4  |                | vpravo odbočka na III/1441 směrem Nišovice a na přípojku na I/4        |
| 1,5  | Nišovice       | most přes Volyňku                                                      |
| 2,4  | Nišovice       | nechráněný železniční přejezd pres trať                                |
| 2,5  |                | vlevo odbočka na III/1441a směr Račí                                   |
| 3,3  | Černětice      | vpravo odbočka na III/1442 směrem na Malenice                          |
| 5,4  | Předslavice    | vlevo odbočka na III/1445 směrem na Marčovice a Kakovice               |
| 5,7  | Předslavice    | vpravo odbočka na III/1446 směrem na Želibořice a Bušanovice           |
| 6,1  |                | vlevo odbočka na III/1447 směrem na Všechlapy a Bohunice               |
| 6,7  |                | vlevo odbočka na III/14124 směrem na Tvrzice                           |
| 8,7  |                | vlevo odbočka na III/14213 směrem na Tvrzice                           |
| 9,5  | Újezdec        | průjezd obcí                                                           |
| 11,8 | Vlachovo Březí | vlevo odbočka na III/1448 směrem na Lipovice                           |
| 12,3 |                | vlevo odbočka na III/1449 směrem na Chocholatou Lhotu                  |
| 12,7 | Vlachovo Březí | vpravo odbočka na III/14410 směrem na Dolní Nakvasovice                |
| 13,7 |                | vpravo odbočka na III/14417 směrem na Chlumany                         |
| 14,5 |                | vpravo odbočka na III/14418 směr Chlumany, vlevo III/14418 směr Budkov |
| 16,6 | Husinec        | II/144 zde končí napojením na silnici II/145                           |

V tabulce uvedené vzdálenosti jsou přibližné.